# Jean de Calloët
 (février 2017).
Si vous disposez d'ouvrages ou d'articles de référence ou si vous connaissez des sites web de qualité traitant du thème abordé ici, merci de compléter l'article en donnant les références utiles à sa vérifiabilité et en les liant à la section « Notes et références ».
Jean de Calloët, mort  le 7 mars 1505 à Saint-Michel-en-Grève, est un prélat du XVIe siècle. Il est de la famille de Lanidi, établie à Plouigneau, près de Morlaix.

## Biographie
Jean de Calloët est  docteur en droit civil et canonique,  chantre de l'église de Quimper et confesseur de Louis XII.  Pour reconnaître ses services Louis XII l'établit président de la chambre des comptes de Bretagne et le nomme  à l'évêché de Tréguier  en 1501.

## Source
- (en) Catholic-Hierarchy.org: Jean Calloet